# Rakovszky Iván
Nagyrákói és kelemenfalvi Rakovszky Iván (Budapest, 1885. február 5. – Jászapáti, 1960. szeptember 9.) a Fővárosi Közmunkák Tanácsának elnöke, politikus, belügyminiszter.

## Életpályája
A Budapesti Tudományegyetemen jog- és államtudományból doktorált. Már joghallgatóként a fővárosi lapok munkatársa. 1907-től Turóc vármegye aljegyzője, 1909-től tiszteletbeli főjegyzője. 1910-1918 között munkapárti programmal a stubnyai (Lehota) kerület országgyűlési képviselője. Tisza István baráti köréhez tartozott.
1920-1935 között az Egységes Párt országgyűlési, illetve nemzetgyűlési képviselője volt. 1922. június 16.–1926. október 15. között belügyminiszter Bethlen István kormányában, majd 1928-tól 1935-ig a Fővárosi Közmunkák Tanácsának elnöke lett. 1941. április 28-tól volt a Közigazgatási Bíróság elnöke és felsőházi tag. 1944. augusztus 29-től 1944. október 16-ig vallás- és közoktatásügyi miniszter a Lakatos-kormányban. Nevéhez fűződik a rendőrség újjászervezése, a vármegyei törvényhatóságok reformja és az 1925. évi választójogi törvény.

## Művei
- 1921 La minorité magyare dans la Slovaquie Conférence publique au Congrés International pour la défense des droits des peuples á Genéve
- 1931 Széchenyi tölgyfái. Budapest
- 1942 A közigazgatási bíráskodás története és elméleti háttere, valamint fejlődésének iránya. Budapest
- 1943 Az adóerkölcs. Budapest